# Calle Zapateros
La calle Zapateros es una vía histórica de la ciudad española de Albacete que conecta la plaza Mayor con La Veleta.

## Historia
La calle llevaba el nombre de Diego Ortin en su primer tramo y Camino de Santa Cruzera en el siglo XVI. Hacia 1629 era la calle más comercial de Albacete, acogiendo comerciantes y artesanos como zapateros o cuchilleros, consolidándose con el nombre de calle Zapateros. En 1485 se fundó el convento de frailes Observantes menores de San Francisco.

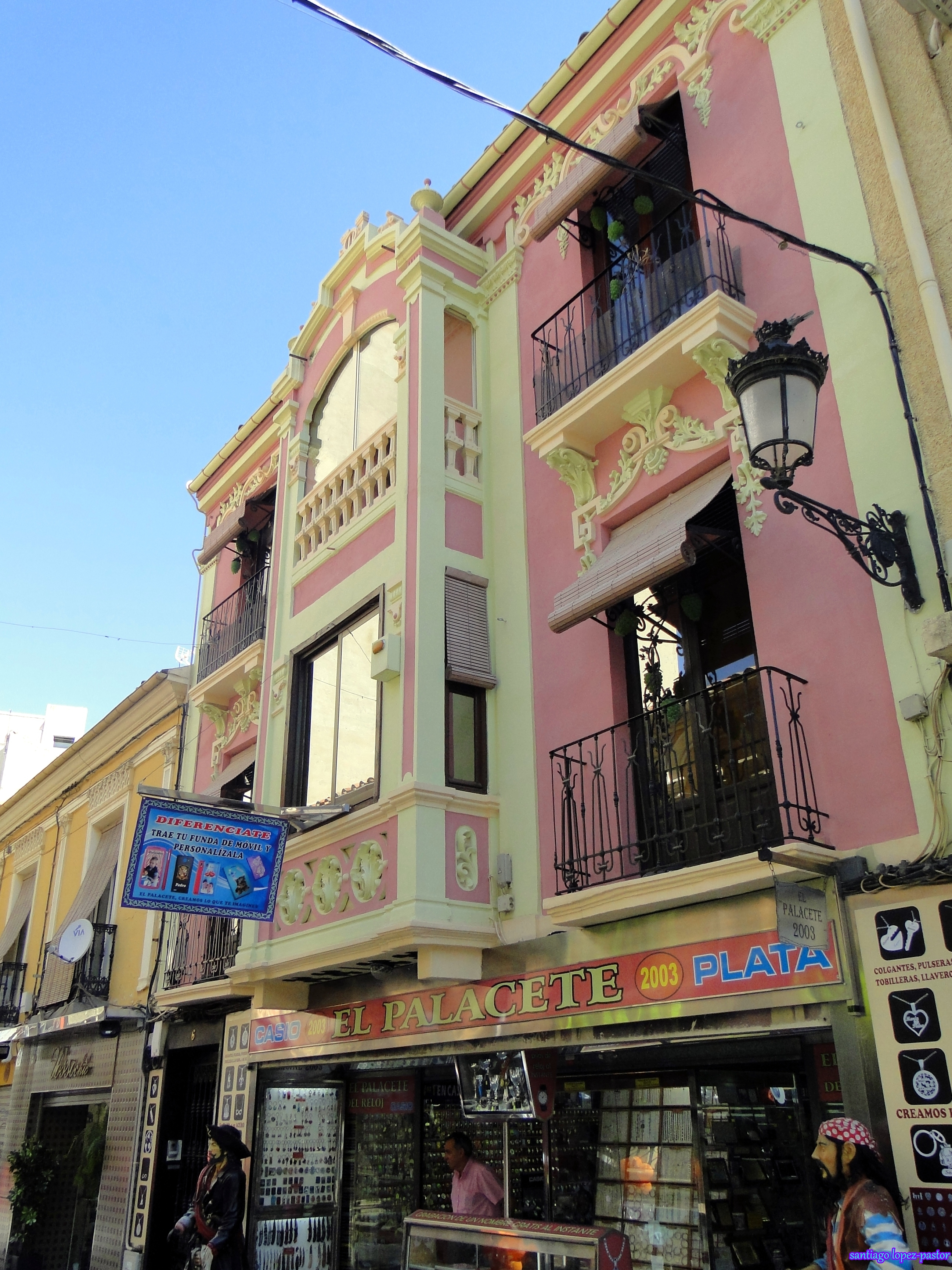
Edificio en la calle Zapateros

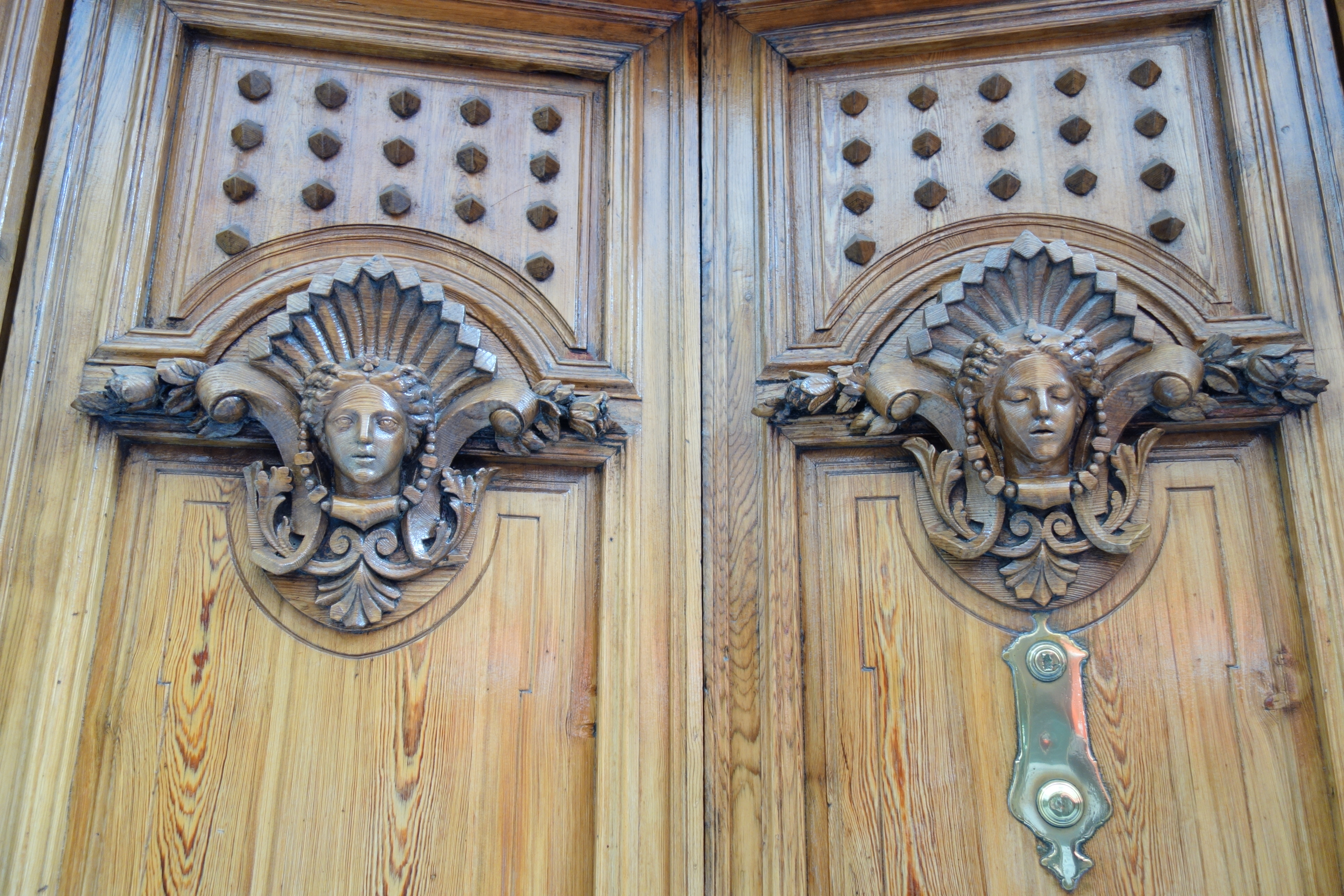
Puertas talladas en madera en el número 8 de la calle Zapateros, obra de Gregorio Guerrero Laplaza

En el siglo XVII albergaba la mayoría de los talleres cuchilleros de la ciudad. El 24 de octubre de 1880 fue inaugurado en esta calle el Ateneo de Albacete. Se denominó calle Saturnino López entre 1909 y 1979, cuando volvió a su nombre anterior. En 1943 Buenaventura Ferrando Castells proyectó el Grupo escolar Cristóbal Valera al final de la calle, en La Veleta. En 1947 Julio Carrilero proyectó el edificio que alberga la sede del Conservatorio Profesional de Música Tomás de Torrejón y Velasco de Albacete.

## Características
La calle Zapateros comienza su recorrido en la plaza Mayor como continuación de la calle Mayor y, discurriendo en dirección sur-norte, finaliza en La Veleta, en el cruce con la avenida Isabel La Católica. Es una calle peatonal de carácter comercial.